# Listă de conducători de stat din 1280
1276 - 1277 - 1278 - 1279 - 1280 - 1281 - 1282 - 1283 - 1284
Aceasta este o listă a conducătorilor de stat din anul 1280:

## Europa
- Ahaia: Carol I (principe, 1267/1268-1285; totodată, conte de Anjou, 1232-1285; totodată, rege al Siciliei, 1265-1282; ulterior, rege titular al Ierusalimului, 1277-1285; ulterior, rege al Neapolelui, 1282-1285)
- Anglia: Eduard I (rege din dinastia Plantagenet, 1272-1307)
- Anjou: Carol I (conte din dinastia Capețienilor, 1232-1285; ulterior, rege al Siciliei, 1265-1282; ulterior, principe de Ahaia, 1267/1268-1285; ulterior, rege titular al Ierusalimului, 1277-1285; ulterior, rege al Neapolelui, 1282-1285)
- Aragon: Petru al III-lea cel Mare (rege din dinastia de Barcelona, 1276-1285; ulterior, rege al Siciliei, 1282-1285)
- Austria: Rudolf I (duce din dinastia de Habsburg, 1274-1281/1282; totodată, rege al Germaniei, 1273-1291)
- Bavaria Inferioară: Henric I (al XIII-lea) (duce din dinastia de Wittelsbach, 1255-1290; anterior, duce de Bavaria, 1253-1255)
- Bavaria Superioară: Ludovic al II-lea cel Aspru (duce din dinastia de Wittelsbach, 1255-1294: anterior, duce de Bavaria, 1253-1255)
- Bizanț: Mihail al VIII-lea (împărat din dinastia Paleologilor, 1261-1282)
- Brabant: Ioan I Cuceritorul (duce, 1261-1294)
- Brandenburg: Otto al IV-lea (margraf din dinastia Askaniană, 1267-1308), Johann al II-lea (margraf din dinastia Askaniană, 1267-1281) și Konrad (margraf din dinastia Askaniană, 1267-1304)
- Bretagne: Ioan I cel Roșcovan (duce, 1237-1286)
- Bulgaria: Gheorghe I Terter (țar din dinastia Terterizilor, 1279-1292)
- Burgundia: Robert al II-lea (duce din dinastia Capețiană, 1272-1306)
- Castilia: Alfonso al X-lea cel Înțelept (rege, 1252-1284; ulterior, rege al Germaniei, 1257-1275)
- Cehia: Vaclav al II-lea (rege din dinastia Premysl, 1278-1305; ulterior, rege al Poloniei, 1300-1305; ulterior, rege al Ungariei, 1301-1305)
- Champagne: Ioana (contesă din casa de Blois-Champagne, 1274-1285; totodată, regină a Navarrei, 1274-1305)
- Cipru: Hugues al III-lea (rege din dinastia de Antiohia-Lusignan, 1267-1284; ulterior, rege al Ierusalimului, 1269-1284)
- Constantinopol: Filip de Courtenay (împărat titular, 1273-1283)
- Danemarca: Erik al V-lea Klipping (rege din dinastia Valdemar, 1259-1286)
- Epir: Nikefor I Anghelos Ducas (despot din dinastia Anghelos, 1271-1296)
- Ferrara: Obizzio al II-lea (senior din casa d'Este, 1264-1293; ulterior, senior de Modena, 1288-1293)
- Flandra: Gui de Dampierre (conte din dinastia de Dampierre, 1278-1304)
- Franța: Filip al III-lea cel Îndrăzneț (rege din dinastia Capețiană, 1270-1285)
- Germania: Rudolf I (rege din dinastia de Habsburg, 1273-1291; ulterior, duce de Austria, 1274-1281/1282)
- Gruzia: Dimitrie al II-lea cel Devotat (1273-1289)
- Gruzia, statul Imeretia: David I (rege din dinastia Bagratizilor, 1258-1293; anterior, rege al Gruziei, 1250-1258)
- Hainaut: Margareta de Constantinopol (contesă din casa de Flandra, 1244-1280; totodată, contesă de Flandra, 1244-1278) și Ioan I (conte din casa de Avesnes, 1280-1304; ulterior, conte de Olanda, 1299-1304)
- Halici-Volânia: Lev I Danilovici (cneaz, 1264-1301), Mstislav Danilovici (cneaz, 1264-1300) și Vladimir (sau Ivan) Vasilkovici (cneaz, 1269-1287)
- Hoarda de Aur: Mengu (Mongke)-Temur (han din dinastia Batuizilor, 1266-1280) și Tuda Mengu (han din dinastia Batuizilor, 1280-1287)
- Kujawya: Ziemomysl (cneaz din dinastia Piasti, 1267-1287) și Vladislav I cel Scurt (cneaz din dinastia Piasti, 1275-1288; ulterior, cneaz în Polonia Mare, 1296-1300, 1314-1320; ulterior, cneaz în Polonia Mică, 1306-1333; ulterior, rege al Poloniei, 1320-1333)
- Lituania: Traidenis (mare duce, cca. 1270-1282)
- Lorena Superioară: Ferry al III-lea (duce din casa Lorena-Alsacia, 1250-1303)
- Luxemburg: Henric al III-lea (conte, 1247-1281)
- Mantova: Pinamonte (senior din casa Bonacolsi, 1276-1291)
- Marinizii: Abu Iusuf Iakub ibn Abd al-Hakk (emir din dinastia Marinizilor, 1258-1286)
- Mazovia: Konrad al II-lea (cneaz din dinastia Piasti, 1262-1294)
- Milano: Guglielmo al V-lea cel Mare (senior, 1278-1282; totodată, marchiz de Montferrat, 1253-1290/1292)
- Montferrat: Guglielmo al V-lea cel Mare (marchiz din casa lui Aleramo, 1253-1290/1292; ulterior, senior de Milano, 1278-1282)
- Nasrizii: Abu Abdallah Muhammad al II-lea al-Fakih ibn Muhammad (I) (emir din dinastia Nasrizilor, 1273-1302)
- Navarra: Ioana I (regină din dinastia de Champagne, 1274-1305; totodată, contesă de Champagne, 1274-1285)
- Norvegia: Magnus al VI-lea Haakonsson (rege, 1263-1280) și Erik al II-lea Magnusson (rege, 1280-1299)
- Olanda: Floris al V-lea (conte, 1256-1296)
- Ordinul teutonic: Hartmann von Heldrungen (mare maestru, 1274-1283)
- Polonia Mare: Premysl al II-lea (cneaz din dinastia Piasti, 1279-1296; ulterior, cneaz în Polonia Mică, 1290-1291; ulterior, rege al Poloniei, 1295-1296)
- Polonia Mică: Leszek al II-lea cel Negru (cneaz din dinastia Piasti, 1279-1288)
- Portugalia: Dinis I (rege din dinastia de Burgundia, 1279-1325)
- Reazan: Fedor I Romanovici (mare cneaz, 1270-1294)
- Savoia: Filip I (conte, 1268-1286)
- Saxonia: Albrecht al II-lea (duce din dinastia Askaniană, 1260-1298)
- Saxonia: Henric al III-lea cel Ilustru (margraf din dinastia de Wettin, 1221-1288)
- Scoția: Alexandru al III-lea (rege, 1249-1286)
- Serbia: Ștefan Dragutin (rege din dinastia Nemanja, 1276-1282/1316)
- Sicilia: Carol I de Anjou (rege din dinastia de Anjou, 1265-1282; totodată, conte de Anjou, 1232-1285; totodată, principe de Ahaia, 1267/1268-1285; totodată, rege titular al Ierusalimului, 1277-1285; ulterior, rege al Neapolelui, 1282-1285)
- Statul papal: Nicolae al III-lea (papă, 1277-1280)
- Suedia: Magnus I Birgersson (Ladulas) (rege din dinastia Folkung, 1275-1290)
- Suzdal: Mihail Andreievici (cneaz, 1279-1305)
- Transilvania: Ștefan (voievod, 1280) și Nicolae (voievod, 1277, 1280-1281, 1315-1318)
- Tver: Sveatoslav Iaroslavici (cneaz, 1271-după 1282 și înainte de 1285)
- Țara Românească: Bărbat (voievod, 1277 sau 1279-cca. 1290)
- Ungaria: Ladislau al IV-lea (rege din dinastia Arpadiană, 1272-1290)
- Veneția: Jacopo Contarini (doge, 1275-1280) și Giovanni Dandolo (doge, 1280-1289)
- Vladimir: Dmitri I Aleksandrovici (mare cneaz, 1276-1282, 1284-1293)

## Africa
- Benin: Ewedo (obba, cca. 1255-cca. 1280) și Oguola (obba, cca. 1280-cca. 1295)
- Califatul abbasid (Egipt): Abu'l-Abbas Ahmad al-Hakim I ibn al-Hassan ibn Ali ibn Abu Bakr ibn al-Hussain ibn ar-Rașid (calif din dinastia Abbasizilor, 1262-1302)
- Ethiopia: Tasta Iyasus (Yekuno Amlak) (rege, 1270-1285)
- Hafsizii: Abu Ishak Ibrahim ibn Iahia (I) (calif din dinastia Hafsizilor, 1279-1283)
- Kanem-Bornu: Dari de Kalinwa (sultan, cca. 1262-cca. 1281)
- Mali: Abu Bakr I (rege din dinastia Keyta, cca. 1275-1285)
- Mamelucii: Mansur Saif ad-Din Kalaun (sultan din dinastia Bahrizilor, 1279-1290)
- Marinizii: Abu Iusuf Iakub ibn Abd al-Hakk (emir din dinastia Marinizilor, 1258-1286)

## Asia

### Orientul Apropiat
- Antiohia: Bohemond al VII-lea (principe titular, 1275-1287)
- Armenia Mică: Leon al III-lea (sau al II-lea) (rege din dinastia Hetumizilor, 1269-1289)
- Ayyubizii din Hisn Kaifa și Amid: al-Malik al-Muahhid Taki ad-Din Abdallah ibn Turanșah al IV-lea (sultan din dinastia Ayyubizilor, 1249-1283)
- Bizanț: Mihail al VIII-lea (împărat din dinastia Paleologilor, 1261-1282)
- Bizanț, Imperiul de Trapezunt: Gheorghe (împărat din dinastia Marilor Comneni, 1267-1280) și Ioan al II-lea (împărat din dinastia Marilor Comneni, 1280-1297)
- Cipru: Hugues al III-lea (rege din dinastia de Antiohia-Lusignan, 1267-1284; ulterior, rege al Ierusalimului, 1269-1284)
- Hulaguizii (Ilhanii): Abaka (ilhan, 1265-1282)
- Ierusalim: Hugues de Antiohia-Lusignan (rege din dinastia de Antiohia-Lusignan, 1269-1284; totodată, rege al Ciprului, 1267-1284) și Carol I de Anjou (1277-1285; totodată, conte de Anjou, 1232-1285; totodată, rege al Siciliei, 1265-1282; totodată, principe de Ahaia, 1267/1268-1285; ulterior, rege al Neapolelui, 1282-1285)
- Mamelucii: al-Mansur Saif ad-Din Kalaun (sultan din dinastia Bahrizilor, 1279-1290)
- Selgiucizii din Konya: Ghias ad-Din Kai-Khusrau al III-lea ibn Kilic Arslan (IV) (sultan din dinastia Selgiucizilor, 1265-1281)

### Orientul Îndepărtat
- Birmania, statul Arakan: Minhti (rege din dinastia de Launggyet, 1279-?) (?)
- Birmania, statul Pagan: Narathihapate (rege din dinastia Constructorilor de Temple, 1254-1287)
- Cambodgea, Imperiul Kambujadesa (Angkor): Jayavarman al VIII-lea (împărat din dinastia Mahidharapura, 1243-1295)
- Cambodgea, statul Tjampa: Indravarman al V-lea (rege din cea de a unsprezecea dinastie, 1265?-?)
- China: Shizu (Kubilai) (împărat din dinastia Yuan, 1260-1294)
- Ciaghataizii: Buka (Tuka) Temur (han, 1272-cca. 1291)
- Coreea, statul Koryo: Ch'ungyol Wang (Wang Chun) (rege din dinastia Wang, 1275-1308)
- Hoarda de Aur: Mengu (Mongke)-Temur (han din dinastia Batuizilor, 1266-1280) și Tuda Mengu (han din dinastia Batuizilor, 1280-1287)
- India, statul Delhi: Ghias ad-Din Ulugh Han Balban (sultan din dinastia Muizzilor, 1266-1287)
- India, statul Hoysala de nord: Narasimhadeva al III-lea (rege, 1254-1291)
- India, statul Hoysala de sud: Ramanatha (rege, 1254-1295)
- Japonia: Go-Uda (împărat, 1274-1287), Koreyasu (principe imperial, 1266-1289) și Tokimune (regent din familia Hojo, 1256-1284)
- Kashmir: Lakșmanadeva (rege din dinastia Vopyadeva, 1252-1286)
- Mongolii: Kubilai (mare han, 1260-1294)
- Nepal, în Bhadgaon: Anandamalla (rege din dinastia Malla, cca. 1255-1280) și Anantamalla (rege din dinastia Malla, 1280-cca. 1310; totodată, rege în Patan, cca. 1274-cca. 1310)
- Nepal, în Patan: Anantamalla (rege din dinastia Malla, cca. 1274-cca. 1310)
- Nepal, în Purang: Jitarimalla (rege din dinastia Malla, cca. 1278/1294)
- Sri Lanka: Bhuvanekabahu I (Lokekabahu) (rege din dinastia Silakala, 1272/1273-1283/1284)
- Sri Lanka, statul Jaffna: Vikrama Pararajasekaran al II-lea (rege, 1279-1302)
- Thailanda, statul Sukhotai: Ramkhamhaeng cel Mare (rege, 1279-1299)
- Vietnam, statul Dai Viet: Tran Nhan-tong (rege din dinastia Tran timpurie, 1278-1293)